# I.F.K.
I.F.K. (Insect Flyin Killa) (от англ. Insect Flying Killer — «Убийца летающих насекомых») — музыкальный коллектив из России, игравший в жанре альтернативный рок.

## История
Коллектив был образован 20 мая 1994 года, в Москве.
В клубе «Драйв» играли Jazzlobster,
«The Console» и арт-рокеры — «Нюанс».
В тот самый день в гримерке образовалась группа IFK.
Чуть позже на репетиционной базе близ м. Сокол вместе собрались шестеро молодых ребят: Паша «Паштет» Филиппенко, автор названия, вокалист и отличный фронтмен, Макс «Галс» Галстян, гитарист, Вадим Байраш — бас, вернее, tractor bass, Игорь «ЧикаДи» Малашкевич — вокал, Дмитрий «Шванц» Выборный — бас, Алексей «Лёлик» Некрасов — барабаны. Это был первый состав банды.
Наличие двух вокалистов и двух басистов стало яркой особенностью группы.
Известность пришла после первых же концертов, во многом благодаря имиджу. Буквально через полгода образования и двух месяцев после дебюта коллектив выигрывает первый конкурс «Rap Music fest`94». В то же время газета New Hot Rock так описала молодую группу: «Сугубо концертное рубилово, на концерте, однако, производящее неотразимое впечатление на достаточно широкую публику. Однако, кроме шоу, говорить тут совсем не о чём — ни музыки, как таковой, ни текстов, как таковых».
Впервые группа такого формата, с подачи Костаса Хиониди, участвовала в культовой «Программе „А“» в октябре 1995 года.
Клип на песню «Я живу в Москве», написанную в соавторстве с группой «Ва-Банкъ», получил приз на Международном фестивале видеоклипов во Франции.
Стали хэдлайнерами первого фестиваля «Учитесь Плавать» при поддержке радио Maximum.
Десять лет подряд принимали участие в ежегодных музыкальных фестивалях «Мегахаус» в Лужниках, трижды попадали в тройку лучших альтернативных групп года по версии издани"МК".
В клипе «Небо» снялась известная VJ MTV Тутта Ларсен.
В 1998 году принимают участие в одном из крупнейших российских рок-фестивалей Maxidrom.
В 2000 году был написан прогрессивный гимн «Нам Важно Всё» (ремейк сингла Faith No More, We Care A Lot с их прямого одобрения) — это стало заглавной песней первого фестиваля «Нашествие».
IFK открывали московские концерты таких грандов, как Motorhead, Rage Against The Machine, Clawfinger, Вiohazard, Soulfly и Rammstein (после чего родился видеоклип «Антиромантика» с их участием.)
В 1999 году группа выступила на первой MTV Party на Красной площади на разогреве у Red Hot Chili Peppers, выступление собрало более 300 000 человек. В этом же году скандально выступают в качестве хэдлайнеров Adidas Streetball Challenge, где их уводят со сцены из-за мата.
Совместный проект с диджеем Грувом — Groove F.K. Выступают перед Clawfinger в Москве и едут в Испанию на знаменитый open-air «Satisfaction», где выступают вместе со звёздами стиля drum`n`bass: Fluke, 4Hero, Roni Size, etc. Галс (гитарист, автор) и P.J. (drums, продюсирование).
Помогали как приглашённые музыканты группе t.A.T.u по всему миру, включая «Евровидение», выступив на стадионах Германии, Японии (42 000 чел в день) и других стран, завершив этот тур в СКК в Санкт-Петербурге (22 000 чел) с полным аншлагом и благотворительным концертом в поддержку детей Беслана во МХАТе.
В ноябре 2014 участвовали в сплит-концерте вместе с культовой американской группой Hed P.E.
В ночь на 20 июня 2021 года от последствий коронавируса скончался один из основателей команды Максим Галстьян.
В августе 2022 года второй студийный альбом группы «Абсолют» был выпущен на виниле ограниченным тиражом.
10 января 2023 года коллектив заявил о завершении своей творческой деятельности.

## Состав
- Игорь «Чика Ди» Малашкевич — вокал, клавиши
- Роман «Шум» Шугаев — вокал
- Данила Яковлев — барабаны

## Дискография

### Студийные альбомы
- 1996 — Mosquito Man
- 1998 — Абсолют
- 2000 — Жизнь радикала
- 2004 — 2004
- 2007 — Docta Живаго

### Другие релизы
- 2001 — Звёздная Серия
- 2002 — Various Artists (I.F.K. Fest)